# Липотропин
Липотропин е името на два хормона, произведени при разделянето на проопиомеланокортин (POMC). Предната хипофизна жлеза произвежда прохормона POMC, който след това се разцепва отново, за да образува адренокортикотропин (ACTH) и β-липотропин (β-LPH).

## β-липотропин
β-липотропинът е 90-аминокиселинов полипептид, който е карбокси-терминалният фрагмент на POMC. Първоначално проучванията съобщават, че стимулира меланоцитите да произвеждат меланин. Също така се съобщава, че β-липотропин изпълнява липидомобилизиращи функции като липолиза и стероидогенеза. Въпреки това не са публикувани последващи проучвания, които да подкрепят тези ранни открития и не е идентифициран рецептор за β-липотропин.

## γ-липотропин
γ-липотропинът е амино-терминален пептиден фрагмент на β-липотропин. При хората има 56 аминокиселини. γ-липотропинът е идентичен с първите 56 аминокиселинни последователности на β-липотропин. Може да се разцепи до β-меланоцит-стимулиращ хормон.
При овцете γ-липотропният хормон е хипофизен полипептид с дължина 58 аминокиселини, образуван от първите 58 остатъка на бета-липотропния хормон. Карбоксилният край на гама-липотропния хормон е идентичен със структурата на бета-меланофор-стимулиращия хормон.

## Употреба в спорта
Липотропинът, включително под неговото алтернативно име AOD-9604 (лекарство против затлъстяване-9604), е свързан с противоречия в австралийския футбол. През сезон 2012 г. възникват обвинения относно употребата на лекарството и неговото прилагане на играчи на Essendon Football Club в сагата за добавките на Essendon Football Club. Въпросът е разследван поради връзката между липотропина и хормоните на растежа, както е отбелязано от медицинския персонал на клуба.

## Клинични изпитвания
През 2020 г. AOD-9604 преминава клинични изпитвания за употребата му като болкоуспокояващо.